# Temporada 2023 de MotoGP
La temporada 2023 de MotoGP fue la 75.ª edición de la categoría principal del Campeonato del Mundo de Motociclismo.

## Calendario
El 30 de septiembre de 2022, la FIM y Dorna hicieron público el calendario provisional para 2023.
| Ronda                                           | Gran Premio                            | Circuito                                                | Fecha                         |
| ----------------------------------------------- | -------------------------------------- | ------------------------------------------------------- | ----------------------------- |
| 1                                               | Gran Premio de Portugal                | Autódromo Internacional do Algarve, Portimão            | 24-26 de marzo                |
| 2                                               | Gran Premio de la República Argentina  | Autódromo Termas de Río Hondo, Santiago del Estero      | 31 de marzo-2 de abril        |
| 3                                               | Gran Premio de las Américas            | Circuito de las Américas, Austin, Texas                 | 14-16 de abril                |
| 4                                               | Gran Premio de España                  | Circuito de Jerez, Jerez de la Frontera                 | 28-30 de abril                |
| 5                                               | Gran Premio de Francia                 | Circuito de Bugatti, Le Mans                            | 12-14 de mayo                 |
| 6                                               | Gran Premio de Italia                  | Autódromo Internacional del Mugello, Scarperia          | 9-11 de junio                 |
| 7                                               | Gran Premio de Alemania                | Sachsenring, Hohenstein-Ernstthal                       | 16-18 de junio                |
| 8                                               | TT Assen                               | Circuito de Assen, Assen                                | 23-25 de junio                |
| 9                                               | Gran Premio de Gran Bretaña            | Circuito de Silverstone, Silverstone                    | 4-6 de agosto                 |
| 10                                              | Gran Premio de Austria                 | Red Bull Ring, Spielberg                                | 18-20 de agosto               |
| 11                                              | Gran Premio de Cataluña                | Circuito de Barcelona-Cataluña, Montmeló                | 1-3 de septiembre             |
| 12                                              | Gran Premio de San Marino              | Misano World Circuit Marco Simoncelli, Misano Adriatico | 8-10 de septiembre            |
| 13                                              | Gran Premio de India                   | Circuito Internacional de Buddh, Greater Noida          | 22-24 de septiembre           |
| 14                                              | Gran Premio de Japón                   | Mobility Resort Motegi, Motegi                          | 29 de septiembre-1 de octubre |
| 15                                              | Gran Premio de Indonesia               | Circuito Urbano Internacional de Mandalika, Lombok      | 13-15 de octubre              |
| 16                                              | Gran Premio de Australia               | Circuito de Phillip Island, Isla Phillip                | 20-22 de octubre              |
| 17                                              | Gran Premio de Tailandia               | Circuito Internacional de Chang, Buriram                | 27-29 de octubre              |
| 18                                              | Shell Gran Premio de Malasia           | Circuito Internacional de Sepang, Selangor              | 10-12 de noviembre            |
| 19                                              | Gran Premio de Catar                   | Circuito Internacional de Losail, Lusail                | 17-19 de noviembre            |
| 20                                              | Gran Premio de la Comunidad Valenciana | Circuito Ricardo Tormo, Cheste                          | 24-26 de noviembre            |
| Grandes Premios cancelados                      |                                        |                                                         |                               |
| -                                               | Gran Premio de Kazajistán              | Autódromo Internacional de Sokol, Almaty                | 7-9 de julio                  |
| Notas: Actualizado al 28 de abril de 2023 1. 2. |                                        |                                                         |                               |

### Cambios en el calendario
- El Gran Premio de Hungría que estaba programado para regresar al campeonato en 2023, pero se pospuso hasta al menos 2024 debido a que el circuito todavía no empezó su construcción.[2]
- Por primera vez desde 2007, el Gran Premio de Catar no albergará el comienzo de campeonato debido a "una amplia renovación y remodelación del área del paddock y las instalaciones del circuito".
- El Gran Premio de Kazajistán originalmente debutaría en el campeonato con un contrato por las siguientes cinco temporadas, celebrando sus carreras en el Autódromo Internacional de Sokol.[3] Sin embargo, el 26 de abril de 2023, Dorna anunció en un comunicado oficial la cancelación del Gran Premio, debido a problemas con la homologación del circuito.[4]
- Luego de 13 temporadas consecutivas dentro del Campeonato del Mundo de MotoGP, el Gran Premio de Aragón no estará en el calendario.
- Tras un primer intento fallido por ingresar al campeonato en 2013, el Gran Premio de la India había acordado su incorporación a partir de la temporada siguiente[5] pero su ingreso fue adelantado para esta temporada.[6] India se convertirá en el país número 31 en albergar carreras del campeonato del mundo, mientras que el Circuito Internacional de Buddh se convertirá en el 75.º circuito en albergar carreras mundialistas.

## Equipos y pilotos en MotoGP

### Pilotos participantes
| Equipos de fábrica           | Equipos de fábrica | Equipos de fábrica      | Equipos de fábrica | Equipos de fábrica    | Equipos de fábrica |
| Equipo                       | Constructor        | Moto                    | N.º                | Piloto                | Rondas             |
| ---------------------------- | ------------------ | ----------------------- | ------------------ | --------------------- | ------------------ |
| Aprilia Racing               | Aprilia            | Aprilia RS-GP           | 12                 | Maverick Viñales      | Todas              |
| Aprilia Racing               | Aprilia            | Aprilia RS-GP           | 32                 | Lorenzo Savadori      | 6, 8,10            |
| Aprilia Racing               | Aprilia            | Aprilia RS-GP           | 41                 | Aleix Espargaró       | Todas              |
| Ducati Lenovo Team           | Ducati             | Ducati Desmosedici GP23 | 1                  | Francesco Bagnaia     | Todas              |
| Ducati Lenovo Team           | Ducati             | Ducati Desmosedici GP23 | 9                  | Danilo Petrucci       | 5                  |
| Ducati Lenovo Team           | Ducati             | Ducati Desmosedici GP23 | 23                 | Enea Bastianini       | 1, 4, 6-11,15-20   |
| Ducati Lenovo Team           | Ducati             | Ducati Desmosedici GP23 | 51                 | Michele Pirro         | 3, 13-14           |
| Aruba.it Racing              | Ducati             | Ducati Desmosedici GP23 | 51                 | Michele Pirro         | 6, 12              |
| Aruba.it Racing              | Ducati             | Ducati Desmosedici GP23 | 19                 | Álvaro Bautista       | 18                 |
| Repsol Honda Team            | Honda              | Honda RC213V            | 6                  | Stefan Bradl          | 3                  |
| Repsol Honda Team            | Honda              | Honda RC213V            | 27                 | Iker Lecuona          | 4, 8               |
| Repsol Honda Team            | Honda              | Honda RC213V            | 36                 | Joan Mir              | 1-6, 9-20          |
| Repsol Honda Team            | Honda              | Honda RC213V            | 93                 | Marc Márquez          | 1, 5-20            |
| Team HRC                     | Honda              | Honda RC213V            | 6                  | Stefan Bradl          | 4, 12              |
| Red Bull KTM Factory Racing  | KTM                | KTM RC16                | 26                 | Dani Pedrosa          | 4, 12              |
| Red Bull KTM Factory Racing  | KTM                | KTM RC16                | 33                 | Brad Binder           | Todas              |
| Red Bull KTM Factory Racing  | KTM                | KTM RC16                | 43                 | Jack Miller           | Todas              |
| Monster Energy Yamaha MotoGP | Yamaha             | Yamaha YZR-M1           | 20                 | Fabio Quartararo      | Todas              |
| Monster Energy Yamaha MotoGP | Yamaha             | Yamaha YZR-M1           | 21                 | Franco Morbidelli     | Todas              |
| Equipos independientes       |                    |                         |                    |                       |                    |
| Equipo                       | Constructor        | Moto                    | N.º                | Piloto                | Rondas             |
| CryptoDATA RNF MotoGP Team   | Aprilia            | Aprilia RS-GP           | 25                 | Raúl Fernández        | Todas              |
| CryptoDATA RNF MotoGP Team   | Aprilia            | Aprilia RS-GP           | 32                 | Lorenzo Savadori      | 5, 20              |
| CryptoDATA RNF MotoGP Team   | Aprilia            | Aprilia RS-GP           | 88                 | Miguel Oliveira       | 1, 3-4, 6-19       |
| Prima Pramac Racing          | Ducati             | Ducati Desmosedici GP23 | 5                  | Johann Zarco          | Todas              |
| Prima Pramac Racing          | Ducati             | Ducati Desmosedici GP23 | 89                 | Jorge Martín          | Todas              |
| Mooney VR46 Racing Team      | Ducati             | Ducati Desmosedici GP22 | 10                 | Luca Marini           | 1-13,15-20         |
| Mooney VR46 Racing Team      | Ducati             | Ducati Desmosedici GP22 | 72                 | Marco Bezzecchi       | Todas              |
| Gresini Racing MotoGP        | Ducati             | Ducati Desmosedici GP22 | 49                 | Fabio Di Giannantonio | Todas              |
| Gresini Racing MotoGP        | Ducati             | Ducati Desmosedici GP22 | 73                 | Álex Márquez          | 1-13,16-20         |
| LCR Honda IDEMITSU           | Honda              | Honda RC213V            | 30                 | Takaaki Nakagami      | Todas              |
| LCR Honda Castrol            | Honda              | Honda RC213V            | 42                 | Álex Rins             | 1-6, 15-16, 20     |
| LCR Honda Castrol            | Honda              | Honda RC213V            | 6                  | Stefan Bradl          | 8, 13-14           |
| LCR Honda Castrol            | Honda              | Honda RC213V            | 7                  | Takumi Takahashi      | 12                 |
| LCR Honda Castrol            | Honda              | Honda RC213V            | 27                 | Iker Lecuona          | 9-11, 18-19        |
| GasGas Factory Racing Tech3  | KTM                | KTM RC16                | 37                 | Augusto Fernández     | Todas              |
| GasGas Factory Racing Tech3  | KTM                | KTM RC16                | 44                 | Pol Espargaró         | 1, 9-20            |
| GasGas Factory Racing Tech3  | KTM                | KTM RC16                | 94                 | Jonas Folger          | 3-8                |

| Leyenda             |
| ------------------- |
| Piloto regular      |
| Piloto novato       |
| Piloto invitado     |
| Piloto de reemplazo |

#### Cambios de pilotos
- Tras dos temporadas como piloto oficial del Repsol Honda Team, Pol Espargaró dejó el equipo y fichó por el GasGas Tech 3 Factory Racing.
- Tras pasar toda su carrera en MotoGP como piloto oficial del Team Suzuki Ecstar y al desaparecer este equipo, Álex Rins fichó por el LCR Honda Castrol.
- Tras dos temporadas como piloto oficial del Ducati Lenovo Team, Jack Miller dejó el equipo para fichar por otro equipo oficial, el Red Bull KTM Factory Racing.
- Tras dos temporadas en el LCR Honda Castrol, Álex Márquez dejó el equipo para fichar por el Gresini Racing MotoGP.
- Después de solo una temporada en el Gresini Racing MotoGP, Enea Bastianini dejó el equipo para fichar por el Ducati Lenovo Team.
- El campeón mundial 2020 Joan Mir tras pasar toda su carrera en MotoGP como piloto oficial del Team Suzuki Ecstar y al desaparecer este equipo, fichó por otro equipo oficial, el Repsol Honda Team.
- Después de solo una temporada en el Tech 3 KTM Factory Racing, Raúl Fernández dejó el equipo para fichar por el RNF Aprilia MotoGP Team.
- Tras dos temporadas como piloto oficial del Red Bull KTM Factory Racing, Miguel Oliveira dejó el equipo para fichar por el RNF Aprilia MotoGP Team.

#### Cambios de equipos
- Tras ocho temporadas desde su regreso a MotoGP, el Team Suzuki Ecstar abandonó el campeonato al final de la temporada 2022.[35]
- Tras solo una temporada como equipo satélite Yamaha, el RNF MotoGP Team pasará a partir de esta temporada y hasta el final de la siguiente a ser equipo satélite de Aprilia.
- El equipo Tech 3 KTM Factory Racing correrá bajo el nombre de GasGas Tech 3 Factory Racing. Este seguirá siendo el equipo independiente de la marca austriaca.

## Cambios en el formato de Gran Premio
Las carreras Sprint serán introducidas en la temporada 2023, en todos los Grandes Premios. Las carreras Sprint se disputarán a las 15:00, los sábados de cada evento, y constará del 50% de las vueltas que dispone la carrera principal. Se darán puntos a los 9 primeros clasificados de este modo: 12-9-7-6-5-4-3-2-1, similar al sistema utilizado en las carreras Superpole del Campeonato Mundial de Superbikes y en las carreras sprint de la Fórmula 1. Las parrillas de salida de ambas carreras, Sprint y la principal, serán determinadas por la sesión de clasificación, que mantiene el formato de Q1-Q2. Habrá una práctica libre menos y, como resultado, la sesión de Warm Up.
El formato de fin de semana está fijado para cada evento. Moto3 vendrá seguido de Moto2, y luego MotoGP.
A partir del Gran Premio de Gran Bretaña hay un cambio en el fin de semana de carrera: la primera práctica del fin de semana pasa ahora a denominarse práctica libre 1 (FP1) y la segunda práctica (P) pasa a ser la única práctica y será la que decidirá qué pilotos pasan directamente a la Q2. La práctica libre del sábado se denomina práctica libre 2 (FP2). ´

## Resultados por Gran Premio
| Ronda | Fecha                               | Gran Premio | Mapa del circuito                                                          | Resultados                   | Resultados       | Resultados                   | Resultados        |
| ----- | ----------------------------------- | --- | -------------------------------------------------------------------------- | ---------------------------- | ---------------- | ---------------------------- | ----------------- |
| 1     | 24, 25 y 26 de marzo                | Gran Premio de Portugal Autódromo Internacional do Algarve Longitud: 4,592 km Vueltas: 25 Distancia de carrera: 114,8 km Ganador 2022: Fabio Quartararo - Monster Energy Yamaha MotoGP                         |                                                                            | P1                           | Álex Márquez     | Sprint Race                  | Francesco Bagnaia |
| 1     | 24, 25 y 26 de marzo                | Gran Premio de Portugal Autódromo Internacional do Algarve Longitud: 4,592 km Vueltas: 25 Distancia de carrera: 114,8 km Ganador 2022: Fabio Quartararo - Monster Energy Yamaha MotoGP                         | P2                                                                         | Jack Miller                  | Warm Up          | Álex Márquez                 |                   |
| 1     | 24, 25 y 26 de marzo                | Gran Premio de Portugal Autódromo Internacional do Algarve Longitud: 4,592 km Vueltas: 25 Distancia de carrera: 114,8 km Ganador 2022: Fabio Quartararo - Monster Energy Yamaha MotoGP                         | FP                                                                         | Marco Bezzecchi              | Ganador          | Francesco Bagnaia            |                   |
| 1     | 24, 25 y 26 de marzo                | Gran Premio de Portugal Autódromo Internacional do Algarve Longitud: 4,592 km Vueltas: 25 Distancia de carrera: 114,8 km Ganador 2022: Fabio Quartararo - Monster Energy Yamaha MotoGP                         | Q1                                                                         | Marc Márquez                 | 2.o puesto       | Maverick Viñales             |                   |
| 1     | 24, 25 y 26 de marzo                | Gran Premio de Portugal Autódromo Internacional do Algarve Longitud: 4,592 km Vueltas: 25 Distancia de carrera: 114,8 km Ganador 2022: Fabio Quartararo - Monster Energy Yamaha MotoGP                         | Q1                                                                         | Miguel Oliveira              | 3.er puesto      | Marco Bezzecchi              |                   |
| 1     | 24, 25 y 26 de marzo                | Gran Premio de Portugal Autódromo Internacional do Algarve Longitud: 4,592 km Vueltas: 25 Distancia de carrera: 114,8 km Ganador 2022: Fabio Quartararo - Monster Energy Yamaha MotoGP                         | Pole Position                                                              | Marc Márquez (1:37.226)      | Vuelta rápida    | Aleix Espargaró (1:38.872)   |                   |
| 1     | 24, 25 y 26 de marzo                | Gran Premio de Portugal Autódromo Internacional do Algarve Longitud: 4,592 km Vueltas: 25 Distancia de carrera: 114,8 km Ganador 2022: Fabio Quartararo - Monster Energy Yamaha MotoGP                         | Resultados completos: Entrenamientos \| Clasificación \| Sprint \| Carrera |                              |                  |                              |                   |
| 2     | 31 de marzo, 1 y 2 de abril         | Gran Premio de la República Argentina Autódromo Internacional de Termas de Río Hondo Longitud: 4,806 km Vueltas: 25 Distancia de carrera: 120,15 km Ganador 2022: Aleix Espargaró - Aprilia Racing             |                                                                            | P1                           | Maverick Viñales | Sprint Race                  | Brad Binder       |
| 2     | 31 de marzo, 1 y 2 de abril         | Gran Premio de la República Argentina Autódromo Internacional de Termas de Río Hondo Longitud: 4,806 km Vueltas: 25 Distancia de carrera: 120,15 km Ganador 2022: Aleix Espargaró - Aprilia Racing             | P2                                                                         | Aleix Espargaró              | Warm Up          | Marco Bezzecchi              |                   |
| 2     | 31 de marzo, 1 y 2 de abril         | Gran Premio de la República Argentina Autódromo Internacional de Termas de Río Hondo Longitud: 4,806 km Vueltas: 25 Distancia de carrera: 120,15 km Ganador 2022: Aleix Espargaró - Aprilia Racing             | FP                                                                         | Francesco Bagnaia            | Ganador          | Marco Bezzecchi              |                   |
| 2     | 31 de marzo, 1 y 2 de abril         | Gran Premio de la República Argentina Autódromo Internacional de Termas de Río Hondo Longitud: 4,806 km Vueltas: 25 Distancia de carrera: 120,15 km Ganador 2022: Aleix Espargaró - Aprilia Racing             | Q1                                                                         | Álex Márquez                 | 2.o puesto       | Johann Zarco                 |                   |
| 2     | 31 de marzo, 1 y 2 de abril         | Gran Premio de la República Argentina Autódromo Internacional de Termas de Río Hondo Longitud: 4,806 km Vueltas: 25 Distancia de carrera: 120,15 km Ganador 2022: Aleix Espargaró - Aprilia Racing             | Q1                                                                         | Fabio Quartararo             | 3.er puesto      | Álex Márquez                 |                   |
| 2     | 31 de marzo, 1 y 2 de abril         | Gran Premio de la República Argentina Autódromo Internacional de Termas de Río Hondo Longitud: 4,806 km Vueltas: 25 Distancia de carrera: 120,15 km Ganador 2022: Aleix Espargaró - Aprilia Racing             | Pole Position                                                              | Álex Márquez (1:43.881)      | Vuelta rápida    | Marco Bezzecchi (1:45.510)   |                   |
| 2     | 31 de marzo, 1 y 2 de abril         | Gran Premio de la República Argentina Autódromo Internacional de Termas de Río Hondo Longitud: 4,806 km Vueltas: 25 Distancia de carrera: 120,15 km Ganador 2022: Aleix Espargaró - Aprilia Racing             | Resultados completos: Entrenamientos \| Clasificación \| Sprint \| Carrera |                              |                  |                              |                   |
| 3     | 14, 15 y 16 de abril                | Gran Premio de las Américas Circuito de las Américas Longitud: 5,513 km Vueltas: 20 Distancia de carrera: 110,26 km Ganador 2022: Enea Bastianini - Gresini Racing MotoGP                                      |                                                                            | P1                           | Luca Marini      | Sprint Race                  | Francesco Bagnaia |
| 3     | 14, 15 y 16 de abril                | Gran Premio de las Américas Circuito de las Américas Longitud: 5,513 km Vueltas: 20 Distancia de carrera: 110,26 km Ganador 2022: Enea Bastianini - Gresini Racing MotoGP                                      | P2                                                                         | Jorge Martín                 | Warm Up          | Francesco Bagnaia            |                   |
| 3     | 14, 15 y 16 de abril                | Gran Premio de las Américas Circuito de las Américas Longitud: 5,513 km Vueltas: 20 Distancia de carrera: 110,26 km Ganador 2022: Enea Bastianini - Gresini Racing MotoGP                                      | FP                                                                         | Francesco Bagnaia            | Ganador          | Álex Rins                    |                   |
| 3     | 14, 15 y 16 de abril                | Gran Premio de las Américas Circuito de las Américas Longitud: 5,513 km Vueltas: 20 Distancia de carrera: 110,26 km Ganador 2022: Enea Bastianini - Gresini Racing MotoGP                                      | Q1                                                                         | Johann Zarco                 | 2.o puesto       | Luca Marini                  |                   |
| 3     | 14, 15 y 16 de abril                | Gran Premio de las Américas Circuito de las Américas Longitud: 5,513 km Vueltas: 20 Distancia de carrera: 110,26 km Ganador 2022: Enea Bastianini - Gresini Racing MotoGP                                      | Q1                                                                         | Marco Bezzecchi              | 3.er puesto      | Fabio Quartararo             |                   |
| 3     | 14, 15 y 16 de abril                | Gran Premio de las Américas Circuito de las Américas Longitud: 5,513 km Vueltas: 20 Distancia de carrera: 110,26 km Ganador 2022: Enea Bastianini - Gresini Racing MotoGP                                      | Pole Position                                                              | Francesco Bagnaia (2:01.892) | Vuelta rápida    | Álex Rins (2:03.126)         |                   |
| 3     | 14, 15 y 16 de abril                | Gran Premio de las Américas Circuito de las Américas Longitud: 5,513 km Vueltas: 20 Distancia de carrera: 110,26 km Ganador 2022: Enea Bastianini - Gresini Racing MotoGP                                      | Resultados completos: Entrenamientos \| Clasificación \| Sprint \| Carrera |                              |                  |                              |                   |
| 4     | 28, 29 y 30 de abril                | Gran Premio de España Circuito de Jerez-Ángel Nieto Longitud: 4,423 km Vueltas: 25 Distancia de carrera: 110,575 km Ganador 2022: Francesco Bagnaia - Ducati Lenovo Team                                       |                                                                            | P1                           | Dani Pedrosa     | Sprint Race                  | Brad Binder       |
| 4     | 28, 29 y 30 de abril                | Gran Premio de España Circuito de Jerez-Ángel Nieto Longitud: 4,423 km Vueltas: 25 Distancia de carrera: 110,575 km Ganador 2022: Francesco Bagnaia - Ducati Lenovo Team                                       | P2                                                                         | Aleix Espargaró              | Warm Up          | Fabio Quartararo             |                   |
| 4     | 28, 29 y 30 de abril                | Gran Premio de España Circuito de Jerez-Ángel Nieto Longitud: 4,423 km Vueltas: 25 Distancia de carrera: 110,575 km Ganador 2022: Francesco Bagnaia - Ducati Lenovo Team                                       | FP                                                                         | Miguel Oliveira              | Ganador          | Francesco Bagnaia            |                   |
| 4     | 28, 29 y 30 de abril                | Gran Premio de España Circuito de Jerez-Ángel Nieto Longitud: 4,423 km Vueltas: 25 Distancia de carrera: 110,575 km Ganador 2022: Francesco Bagnaia - Ducati Lenovo Team                                       | Q1                                                                         | Francesco Bagnaia            | 2.o puesto       | Brad Binder                  |                   |
| 4     | 28, 29 y 30 de abril                | Gran Premio de España Circuito de Jerez-Ángel Nieto Longitud: 4,423 km Vueltas: 25 Distancia de carrera: 110,575 km Ganador 2022: Francesco Bagnaia - Ducati Lenovo Team                                       | Q1                                                                         | Brad Binder                  | 3.er puesto      | Jack Miller                  |                   |
| 4     | 28, 29 y 30 de abril                | Gran Premio de España Circuito de Jerez-Ángel Nieto Longitud: 4,423 km Vueltas: 25 Distancia de carrera: 110,575 km Ganador 2022: Francesco Bagnaia - Ducati Lenovo Team                                       | Pole Position                                                              | Aleix Espargaró (1:37.216)   | Vuelta rápida    | Francesco Bagnaia (1:37.989) |                   |
| 4     | 28, 29 y 30 de abril                | Gran Premio de España Circuito de Jerez-Ángel Nieto Longitud: 4,423 km Vueltas: 25 Distancia de carrera: 110,575 km Ganador 2022: Francesco Bagnaia - Ducati Lenovo Team                                       | Resultados completos: Entrenamientos \| Clasificación \| Sprint \| Carrera |                              |                  |                              |                   |
| 5     | 12, 13 y 14 de mayo                 | Gran Premio de Francia Circuito de Bugatti Longitud: 4,185 km Vueltas: 27 Distancia de carrera: 112,995 km Ganador 2022: Enea Bastianini - Gresini Racing MotoGP                                               |                                                                            | P1                           | Jack Miller      | Sprint Race                  | Jorge Martín      |
| 5     | 12, 13 y 14 de mayo                 | Gran Premio de Francia Circuito de Bugatti Longitud: 4,185 km Vueltas: 27 Distancia de carrera: 112,995 km Ganador 2022: Enea Bastianini - Gresini Racing MotoGP                                               | P2                                                                         | Jack Miller                  | Warm Up          | Johann Zarco                 |                   |
| 5     | 12, 13 y 14 de mayo                 | Gran Premio de Francia Circuito de Bugatti Longitud: 4,185 km Vueltas: 27 Distancia de carrera: 112,995 km Ganador 2022: Enea Bastianini - Gresini Racing MotoGP                                               | FP                                                                         | Maverick Viñales             | Ganador          | Marco Bezzecchi              |                   |
| 5     | 12, 13 y 14 de mayo                 | Gran Premio de Francia Circuito de Bugatti Longitud: 4,185 km Vueltas: 27 Distancia de carrera: 112,995 km Ganador 2022: Enea Bastianini - Gresini Racing MotoGP                                               | Q1                                                                         | Luca Marini                  | 2.o puesto       | Jorge Martín                 |                   |
| 5     | 12, 13 y 14 de mayo                 | Gran Premio de Francia Circuito de Bugatti Longitud: 4,185 km Vueltas: 27 Distancia de carrera: 112,995 km Ganador 2022: Enea Bastianini - Gresini Racing MotoGP                                               | Q1                                                                         | Augusto Fernández            | 3.er puesto      | Johann Zarco                 |                   |
| 5     | 12, 13 y 14 de mayo                 | Gran Premio de Francia Circuito de Bugatti Longitud: 4,185 km Vueltas: 27 Distancia de carrera: 112,995 km Ganador 2022: Enea Bastianini - Gresini Racing MotoGP                                               | Pole Position                                                              | Francesco Bagnaia (1:30.705) | Vuelta rápida    | Marco Bezzecchi (1:31.855)   |                   |
| 5     | 12, 13 y 14 de mayo                 | Gran Premio de Francia Circuito de Bugatti Longitud: 4,185 km Vueltas: 27 Distancia de carrera: 112,995 km Ganador 2022: Enea Bastianini - Gresini Racing MotoGP                                               | Resultados completos: Entrenamientos \| Clasificación \| Sprint \| Carrera |                              |                  |                              |                   |
| 6     | 9, 10 y 11 de junio                 | Gran Premio de Italia Autódromo Internacional del Mugello Longitud: 5,245 km Vueltas: 23 Distancia de carrera: 120,635 km Ganador 2022: Francesco Bagnaia - Ducati Lenovo Team                                 |                                                                            | P1                           | Álex Márquez     | Sprint Race                  | Francesco Bagnaia |
| 6     | 9, 10 y 11 de junio                 | Gran Premio de Italia Autódromo Internacional del Mugello Longitud: 5,245 km Vueltas: 23 Distancia de carrera: 120,635 km Ganador 2022: Francesco Bagnaia - Ducati Lenovo Team                                 | P2                                                                         | Francesco Bagnaia            | Warm Up          | Marco Bezzecchi              |                   |
| 6     | 9, 10 y 11 de junio                 | Gran Premio de Italia Autódromo Internacional del Mugello Longitud: 5,245 km Vueltas: 23 Distancia de carrera: 120,635 km Ganador 2022: Francesco Bagnaia - Ducati Lenovo Team                                 | FP                                                                         | Francesco Bagnaia            | Ganador          | Francesco Bagnaia            |                   |
| 6     | 9, 10 y 11 de junio                 | Gran Premio de Italia Autódromo Internacional del Mugello Longitud: 5,245 km Vueltas: 23 Distancia de carrera: 120,635 km Ganador 2022: Francesco Bagnaia - Ducati Lenovo Team                                 | Q1                                                                         | Álex Márquez                 | 2.o puesto       | Jorge Martín                 |                   |
| 6     | 9, 10 y 11 de junio                 | Gran Premio de Italia Autódromo Internacional del Mugello Longitud: 5,245 km Vueltas: 23 Distancia de carrera: 120,635 km Ganador 2022: Francesco Bagnaia - Ducati Lenovo Team                                 | Q1                                                                         | Jack Miller                  | 3.er puesto      | Johann Zarco                 |                   |
| 6     | 9, 10 y 11 de junio                 | Gran Premio de Italia Autódromo Internacional del Mugello Longitud: 5,245 km Vueltas: 23 Distancia de carrera: 120,635 km Ganador 2022: Francesco Bagnaia - Ducati Lenovo Team                                 | Pole Position                                                              | Francesco Bagnaia (1:44.855) | Vuelta rápida    | Francesco Bagnaia (1:46.807) |                   |
| 6     | 9, 10 y 11 de junio                 | Gran Premio de Italia Autódromo Internacional del Mugello Longitud: 5,245 km Vueltas: 23 Distancia de carrera: 120,635 km Ganador 2022: Francesco Bagnaia - Ducati Lenovo Team                                 | Resultados completos: Entrenamientos \| Clasificación \| Sprint \| Carrera |                              |                  |                              |                   |
| 7     | 16, 17 y 18 de junio                | Gran Premio de Alemania Sachsenring Longitud: 3,671 km Vueltas: 30 Distancia de carrera: 110,13 km Ganador 2022: Fabio Quartararo - Monster Energy Yamaha MotoGP                                               |                                                                            | P1                           | Johann Zarco     | Sprint Race                  | Jorge Martín      |
| 7     | 16, 17 y 18 de junio                | Gran Premio de Alemania Sachsenring Longitud: 3,671 km Vueltas: 30 Distancia de carrera: 110,13 km Ganador 2022: Fabio Quartararo - Monster Energy Yamaha MotoGP                                               | P2                                                                         | Marco Bezzecchi              | Warm Up          | Marco Bezzecchi              |                   |
| 7     | 16, 17 y 18 de junio                | Gran Premio de Alemania Sachsenring Longitud: 3,671 km Vueltas: 30 Distancia de carrera: 110,13 km Ganador 2022: Fabio Quartararo - Monster Energy Yamaha MotoGP                                               | FP                                                                         | Marc Márquez                 | Ganador          | Jorge Martín                 |                   |
| 7     | 16, 17 y 18 de junio                | Gran Premio de Alemania Sachsenring Longitud: 3,671 km Vueltas: 30 Distancia de carrera: 110,13 km Ganador 2022: Fabio Quartararo - Monster Energy Yamaha MotoGP                                               | Q1                                                                         | Brad Binder                  | 2.o puesto       | Francesco Bagnaia            |                   |
| 7     | 16, 17 y 18 de junio                | Gran Premio de Alemania Sachsenring Longitud: 3,671 km Vueltas: 30 Distancia de carrera: 110,13 km Ganador 2022: Fabio Quartararo - Monster Energy Yamaha MotoGP                                               | Q1                                                                         | Marc Márquez                 | 3.er puesto      | Johann Zarco                 |                   |
| 7     | 16, 17 y 18 de junio                | Gran Premio de Alemania Sachsenring Longitud: 3,671 km Vueltas: 30 Distancia de carrera: 110,13 km Ganador 2022: Fabio Quartararo - Monster Energy Yamaha MotoGP                                               | Pole Position                                                              | Francesco Bagnaia (1:21.409) | Vuelta rápida    | Johann Zarco (1:21.225)      |                   |
| 7     | 16, 17 y 18 de junio                | Gran Premio de Alemania Sachsenring Longitud: 3,671 km Vueltas: 30 Distancia de carrera: 110,13 km Ganador 2022: Fabio Quartararo - Monster Energy Yamaha MotoGP                                               | Resultados completos: Entrenamientos \| Clasificación \| Sprint \| Carrera |                              |                  |                              |                   |
| 8     | 23, 24 y 25 de junio                | TT Assen Circuito de Assen Longitud: 4,542 km Vueltas: 26 Distancia de carrera: 118,092 km Ganador 2022: Francesco Bagnaia - Ducati Lenovo Team                                                                |                                                                            | P1                           | Marco Bezzecchi  | Sprint Race                  | Marco Bezzecchi   |
| 8     | 23, 24 y 25 de junio                | TT Assen Circuito de Assen Longitud: 4,542 km Vueltas: 26 Distancia de carrera: 118,092 km Ganador 2022: Francesco Bagnaia - Ducati Lenovo Team                                                                | P2                                                                         | Marco Bezzecchi              | Warm Up          | Fabio Quartararo             |                   |
| 8     | 23, 24 y 25 de junio                | TT Assen Circuito de Assen Longitud: 4,542 km Vueltas: 26 Distancia de carrera: 118,092 km Ganador 2022: Francesco Bagnaia - Ducati Lenovo Team                                                                | FP                                                                         | Marco Bezzecchi              | Ganador          | Francesco Bagnaia            |                   |
| 8     | 23, 24 y 25 de junio                | TT Assen Circuito de Assen Longitud: 4,542 km Vueltas: 26 Distancia de carrera: 118,092 km Ganador 2022: Francesco Bagnaia - Ducati Lenovo Team                                                                | Q1                                                                         | Johann Zarco                 | 2.o puesto       | Marco Bezzecchi              |                   |
| 8     | 23, 24 y 25 de junio                | TT Assen Circuito de Assen Longitud: 4,542 km Vueltas: 26 Distancia de carrera: 118,092 km Ganador 2022: Francesco Bagnaia - Ducati Lenovo Team                                                                | Q1                                                                         | Miguel Oliveira              | 3.er puesto      | Aleix Espargaró              |                   |
| 8     | 23, 24 y 25 de junio                | TT Assen Circuito de Assen Longitud: 4,542 km Vueltas: 26 Distancia de carrera: 118,092 km Ganador 2022: Francesco Bagnaia - Ducati Lenovo Team                                                                | Pole Position                                                              | Marco Bezzecchi (1:31.472)   | Vuelta rápida    | Jorge Martín (1:33.065)      |                   |
| 8     | 23, 24 y 25 de junio                | TT Assen Circuito de Assen Longitud: 4,542 km Vueltas: 26 Distancia de carrera: 118,092 km Ganador 2022: Francesco Bagnaia - Ducati Lenovo Team                                                                | Resultados completos: Entrenamientos \| Clasificación \| Sprint \| Carrera |                              |                  |                              |                   |
| 9     | 4, 5 y 6 de agosto                  | Gran Premio de Gran Bretaña Silverstone Longitud: 5,900 km Vueltas: 20 Distancia de carrera: 118 km Ganador 2022: Francesco Bagnaia - Ducati Lenovo Team                                                       |                                                                            | FP1                          | Marco Bezzecchi  | Sprint Race                  | Álex Márquez      |
| 9     | 4, 5 y 6 de agosto                  | Gran Premio de Gran Bretaña Silverstone Longitud: 5,900 km Vueltas: 20 Distancia de carrera: 118 km Ganador 2022: Francesco Bagnaia - Ducati Lenovo Team                                                       | PR                                                                         | Aleix Espargaró              | Warm Up          | Marco Bezzecchi              |                   |
| 9     | 4, 5 y 6 de agosto                  | Gran Premio de Gran Bretaña Silverstone Longitud: 5,900 km Vueltas: 20 Distancia de carrera: 118 km Ganador 2022: Francesco Bagnaia - Ducati Lenovo Team                                                       | FP2                                                                        | Fabio Di Giannantonio        | Ganador          | Aleix Espargaró              |                   |
| 9     | 4, 5 y 6 de agosto                  | Gran Premio de Gran Bretaña Silverstone Longitud: 5,900 km Vueltas: 20 Distancia de carrera: 118 km Ganador 2022: Francesco Bagnaia - Ducati Lenovo Team                                                       | Q1                                                                         | Franco Morbidelli            | 2.o puesto       | Francesco Bagnaia            |                   |
| 9     | 4, 5 y 6 de agosto                  | Gran Premio de Gran Bretaña Silverstone Longitud: 5,900 km Vueltas: 20 Distancia de carrera: 118 km Ganador 2022: Francesco Bagnaia - Ducati Lenovo Team                                                       | Q1                                                                         | Augusto Fernández            | 3.er puesto      | Brad Binder                  |                   |
| 9     | 4, 5 y 6 de agosto                  | Gran Premio de Gran Bretaña Silverstone Longitud: 5,900 km Vueltas: 20 Distancia de carrera: 118 km Ganador 2022: Francesco Bagnaia - Ducati Lenovo Team                                                       | Pole Position                                                              | Marco Bezzecchi (2:15.359)   | Vuelta rápida    | Aleix Espargaró (2:00.208)   |                   |
| 9     | 4, 5 y 6 de agosto                  | Gran Premio de Gran Bretaña Silverstone Longitud: 5,900 km Vueltas: 20 Distancia de carrera: 118 km Ganador 2022: Francesco Bagnaia - Ducati Lenovo Team                                                       | Resultados completos: Entrenamientos \| Clasificación \| Sprint \| Carrera |                              |                  |                              |                   |
| 10    | 18, 19 y 20 de agosto               | Gran Premio de Austria Red Bull Ring Longitud: 4,318 km Vueltas: 28 Distancia de carrera: 120,904 km Ganador 2022: Francesco Bagnaia - Ducati Lenovo Team                                                      |                                                                            | FP1                          | Johann Zarco     | Sprint Race                  | Francesco Bagnaia |
| 10    | 18, 19 y 20 de agosto               | Gran Premio de Austria Red Bull Ring Longitud: 4,318 km Vueltas: 28 Distancia de carrera: 120,904 km Ganador 2022: Francesco Bagnaia - Ducati Lenovo Team                                                      | PR                                                                         | Brad Binder                  | Warm Up          | Enea Bastianini              |                   |
| 10    | 18, 19 y 20 de agosto               | Gran Premio de Austria Red Bull Ring Longitud: 4,318 km Vueltas: 28 Distancia de carrera: 120,904 km Ganador 2022: Francesco Bagnaia - Ducati Lenovo Team                                                      | FP2                                                                        | Marco Bezzecchi              | Ganador          | Francesco Bagnaia            |                   |
| 10    | 18, 19 y 20 de agosto               | Gran Premio de Austria Red Bull Ring Longitud: 4,318 km Vueltas: 28 Distancia de carrera: 120,904 km Ganador 2022: Francesco Bagnaia - Ducati Lenovo Team                                                      | Q1                                                                         | Jack Miller                  | 2.o puesto       | Brad Binder                  |                   |
| 10    | 18, 19 y 20 de agosto               | Gran Premio de Austria Red Bull Ring Longitud: 4,318 km Vueltas: 28 Distancia de carrera: 120,904 km Ganador 2022: Francesco Bagnaia - Ducati Lenovo Team                                                      | Q1                                                                         | Luca Marini                  | 3.er puesto      | Marco Bezzecchi              |                   |
| 10    | 18, 19 y 20 de agosto               | Gran Premio de Austria Red Bull Ring Longitud: 4,318 km Vueltas: 28 Distancia de carrera: 120,904 km Ganador 2022: Francesco Bagnaia - Ducati Lenovo Team                                                      | Pole Position                                                              | Francesco Bagnaia (1:28.539) | Vuelta rápida    | Francesco Bagnaia (1:29.849) |                   |
| 10    | 18, 19 y 20 de agosto               | Gran Premio de Austria Red Bull Ring Longitud: 4,318 km Vueltas: 28 Distancia de carrera: 120,904 km Ganador 2022: Francesco Bagnaia - Ducati Lenovo Team                                                      | Resultados completos: Entrenamientos \| Clasificación \| Sprint \| Carrera |                              |                  |                              |                   |
| 11    | 1, 2 y 3 de septiembre              | Gran Premio de Cataluña Circuito de Barcelona-Cataluña Longitud: 4,657 km Vueltas: 24 Distancia de carrera: 111,768 km Ganador 2022: Fabio Quartararo - Monster Energy Yamaha MotoGP                           |                                                                            | FP1                          | Aleix Espargaró  | Sprint Race                  | Aleix Espargaró   |
| 11    | 1, 2 y 3 de septiembre              | Gran Premio de Cataluña Circuito de Barcelona-Cataluña Longitud: 4,657 km Vueltas: 24 Distancia de carrera: 111,768 km Ganador 2022: Fabio Quartararo - Monster Energy Yamaha MotoGP                           | PR                                                                         | Aleix Espargaró              | Warm Up          | Maverick Viñales             |                   |
| 11    | 1, 2 y 3 de septiembre              | Gran Premio de Cataluña Circuito de Barcelona-Cataluña Longitud: 4,657 km Vueltas: 24 Distancia de carrera: 111,768 km Ganador 2022: Fabio Quartararo - Monster Energy Yamaha MotoGP                           | FP2                                                                        | Miguel Oliveira              | Ganador          | Aleix Espargaró              |                   |
| 11    | 1, 2 y 3 de septiembre              | Gran Premio de Cataluña Circuito de Barcelona-Cataluña Longitud: 4,657 km Vueltas: 24 Distancia de carrera: 111,768 km Ganador 2022: Fabio Quartararo - Monster Energy Yamaha MotoGP                           | Q1                                                                         | Miguel Oliveira              | 2.o puesto       | Maverick Viñales             |                   |
| 11    | 1, 2 y 3 de septiembre              | Gran Premio de Cataluña Circuito de Barcelona-Cataluña Longitud: 4,657 km Vueltas: 24 Distancia de carrera: 111,768 km Ganador 2022: Fabio Quartararo - Monster Energy Yamaha MotoGP                           | Q1                                                                         | Marc Márquez                 | 3.er puesto      | Jorge Martín                 |                   |
| 11    | 1, 2 y 3 de septiembre              | Gran Premio de Cataluña Circuito de Barcelona-Cataluña Longitud: 4,657 km Vueltas: 24 Distancia de carrera: 111,768 km Ganador 2022: Fabio Quartararo - Monster Energy Yamaha MotoGP                           | Pole Position                                                              | Francesco Bagnaia (1:38.639) | Vuelta rápida    | Maverick Viñales (1:40.343)  |                   |
| 11    | 1, 2 y 3 de septiembre              | Gran Premio de Cataluña Circuito de Barcelona-Cataluña Longitud: 4,657 km Vueltas: 24 Distancia de carrera: 111,768 km Ganador 2022: Fabio Quartararo - Monster Energy Yamaha MotoGP                           | Resultados completos: Entrenamientos \| Clasificación \| Sprint \| Carrera |                              |                  |                              |                   |
| 12    | 8, 9 y 10 de septiembre             | Gran Premio de San Marino y de la Riviera de Rimini Misano World Circuit Marco Simoncelli Longitud: 4,226 km Vueltas: 27 Distancia de carrera: 114,102 km Ganador 2022: Francesco Bagnaia - Ducati Lenovo Team |                                                                            | FP1                          | Michele Pirro    | Sprint Race                  | Jorge Martín      |
| 12    | 8, 9 y 10 de septiembre             | Gran Premio de San Marino y de la Riviera de Rimini Misano World Circuit Marco Simoncelli Longitud: 4,226 km Vueltas: 27 Distancia de carrera: 114,102 km Ganador 2022: Francesco Bagnaia - Ducati Lenovo Team | PR                                                                         | Marco Bezzecchi              | Warm Up          | Francesco Bagnaia            |                   |
| 12    | 8, 9 y 10 de septiembre             | Gran Premio de San Marino y de la Riviera de Rimini Misano World Circuit Marco Simoncelli Longitud: 4,226 km Vueltas: 27 Distancia de carrera: 114,102 km Ganador 2022: Francesco Bagnaia - Ducati Lenovo Team | FP2                                                                        | Jorge Martín                 | Ganador          | Jorge Martín                 |                   |
| 12    | 8, 9 y 10 de septiembre             | Gran Premio de San Marino y de la Riviera de Rimini Misano World Circuit Marco Simoncelli Longitud: 4,226 km Vueltas: 27 Distancia de carrera: 114,102 km Ganador 2022: Francesco Bagnaia - Ducati Lenovo Team | Q1                                                                         | Miguel Oliveira              | 2.o puesto       | Marco Bezzecchi              |                   |
| 12    | 8, 9 y 10 de septiembre             | Gran Premio de San Marino y de la Riviera de Rimini Misano World Circuit Marco Simoncelli Longitud: 4,226 km Vueltas: 27 Distancia de carrera: 114,102 km Ganador 2022: Francesco Bagnaia - Ducati Lenovo Team | Q1                                                                         | Aleix Espargaró              | 3.er puesto      | Francesco Bagnaia            |                   |
| 12    | 8, 9 y 10 de septiembre             | Gran Premio de San Marino y de la Riviera de Rimini Misano World Circuit Marco Simoncelli Longitud: 4,226 km Vueltas: 27 Distancia de carrera: 114,102 km Ganador 2022: Francesco Bagnaia - Ducati Lenovo Team | Pole Position                                                              | Jorge Martín (1:30.390)      | Vuelta rápida    | Francesco Bagnaia (1:31.791) |                   |
| 12    | 8, 9 y 10 de septiembre             | Gran Premio de San Marino y de la Riviera de Rimini Misano World Circuit Marco Simoncelli Longitud: 4,226 km Vueltas: 27 Distancia de carrera: 114,102 km Ganador 2022: Francesco Bagnaia - Ducati Lenovo Team | Resultados completos: Entrenamientos \| Clasificación \| Sprint \| Carrera |                              |                  |                              |                   |
| 13    | 22, 23 y 24 de septiembre           | Gran Premio de la India Circuito Internacional de Buddh Longitud: 5,137 km Vueltas: 24 Distancia de carrera: 118,97 km Ganador 2022: -                                                                         |                                                                            | FP1                          | Marco Bezzecchi  | Sprint Race                  | Jorge Martín      |
| 13    | 22, 23 y 24 de septiembre           | Gran Premio de la India Circuito Internacional de Buddh Longitud: 5,137 km Vueltas: 24 Distancia de carrera: 118,97 km Ganador 2022: -                                                                         | PR                                                                         | Luca Marini                  | Warm Up          | Jorge Martín                 |                   |
| 13    | 22, 23 y 24 de septiembre           | Gran Premio de la India Circuito Internacional de Buddh Longitud: 5,137 km Vueltas: 24 Distancia de carrera: 118,97 km Ganador 2022: -                                                                         | FP2                                                                        | Marco Bezzecchi              | Ganador          | Marco Bezzecchi              |                   |
| 13    | 22, 23 y 24 de septiembre           | Gran Premio de la India Circuito Internacional de Buddh Longitud: 5,137 km Vueltas: 24 Distancia de carrera: 118,97 km Ganador 2022: -                                                                         | Q1                                                                         | Raúl Fernández               | 2.o puesto       | Jorge Martín                 |                   |
| 13    | 22, 23 y 24 de septiembre           | Gran Premio de la India Circuito Internacional de Buddh Longitud: 5,137 km Vueltas: 24 Distancia de carrera: 118,97 km Ganador 2022: -                                                                         | Q1                                                                         | Álex Márquez                 | 3.er puesto      | Fabio Quartararo             |                   |
| 13    | 22, 23 y 24 de septiembre           | Gran Premio de la India Circuito Internacional de Buddh Longitud: 5,137 km Vueltas: 24 Distancia de carrera: 118,97 km Ganador 2022: -                                                                         | Pole Position                                                              | Marco Bezzecchi (1:43.947)   | Vuelta rápida    | Marco Bezzecchi (1:45.028)   |                   |
| 13    | 22, 23 y 24 de septiembre           | Gran Premio de la India Circuito Internacional de Buddh Longitud: 5,137 km Vueltas: 24 Distancia de carrera: 118,97 km Ganador 2022: -                                                                         | Resultados completos: Entrenamientos \| Clasificación \| Sprint \| Carrera |                              |                  |                              |                   |
| 14    | 29 y 30 de septiembre, 1 de octubre | Gran Premio de Japón Twin Ring Motegi Longitud: 4,801 km Vueltas: 24 Distancia de carrera: 115,224 km Ganador 2022: Jack Miller - Ducati Lenovo Team                                                           |                                                                            | FP1                          | Jorge Martín     | Sprint Race                  | Jorge Martín      |
| 14    | 29 y 30 de septiembre, 1 de octubre | Gran Premio de Japón Twin Ring Motegi Longitud: 4,801 km Vueltas: 24 Distancia de carrera: 115,224 km Ganador 2022: Jack Miller - Ducati Lenovo Team                                                           | PR                                                                         | Brad Binder                  | Warm Up          | Jack Miller                  |                   |
| 14    | 29 y 30 de septiembre, 1 de octubre | Gran Premio de Japón Twin Ring Motegi Longitud: 4,801 km Vueltas: 24 Distancia de carrera: 115,224 km Ganador 2022: Jack Miller - Ducati Lenovo Team                                                           | FP2                                                                        | Marco Bezzecchi              | Ganador          | Jorge Martín                 |                   |
| 14    | 29 y 30 de septiembre, 1 de octubre | Gran Premio de Japón Twin Ring Motegi Longitud: 4,801 km Vueltas: 24 Distancia de carrera: 115,224 km Ganador 2022: Jack Miller - Ducati Lenovo Team                                                           | Q1                                                                         | Marc Márquez                 | 2.o puesto       | Francesco Bagnaia            |                   |
| 14    | 29 y 30 de septiembre, 1 de octubre | Gran Premio de Japón Twin Ring Motegi Longitud: 4,801 km Vueltas: 24 Distancia de carrera: 115,224 km Ganador 2022: Jack Miller - Ducati Lenovo Team                                                           | Q1                                                                         | Raúl Fernández               | 3.er puesto      | Marc Márquez                 |                   |
| 14    | 29 y 30 de septiembre, 1 de octubre | Gran Premio de Japón Twin Ring Motegi Longitud: 4,801 km Vueltas: 24 Distancia de carrera: 115,224 km Ganador 2022: Jack Miller - Ducati Lenovo Team                                                           | Pole Position                                                              | Jorge Martín (1:43.198)      | Vuelta rápida    | Johann Zarco (1:55.903)      |                   |
| 14    | 29 y 30 de septiembre, 1 de octubre | Gran Premio de Japón Twin Ring Motegi Longitud: 4,801 km Vueltas: 24 Distancia de carrera: 115,224 km Ganador 2022: Jack Miller - Ducati Lenovo Team                                                           | Resultados completos: Entrenamientos \| Clasificación \| Sprint \| Carrera |                              |                  |                              |                   |
| 15    | 13, 14 y 15 de octubre              | Gran Premio de Indonesia Circuito Urbano Internacional Pertamina Mandalika Longitud: 4,301 km Vueltas: 27 Distancia de carrera: 116,40 km Ganador 2022: Miguel Oliveira - Red Bull KTM Factory Racing          |                                                                            | FP1                          | Jorge Martín     | Sprint Race                  | Jorge Martín      |
| 15    | 13, 14 y 15 de octubre              | Gran Premio de Indonesia Circuito Urbano Internacional Pertamina Mandalika Longitud: 4,301 km Vueltas: 27 Distancia de carrera: 116,40 km Ganador 2022: Miguel Oliveira - Red Bull KTM Factory Racing          | PR                                                                         | Aleix Espargaró              | Warm Up          | Maverick Viñales             |                   |
| 15    | 13, 14 y 15 de octubre              | Gran Premio de Indonesia Circuito Urbano Internacional Pertamina Mandalika Longitud: 4,301 km Vueltas: 27 Distancia de carrera: 116,40 km Ganador 2022: Miguel Oliveira - Red Bull KTM Factory Racing          | FP2                                                                        | Jorge Martín                 | Ganador          | Francesco Bagnaia            |                   |
| 15    | 13, 14 y 15 de octubre              | Gran Premio de Indonesia Circuito Urbano Internacional Pertamina Mandalika Longitud: 4,301 km Vueltas: 27 Distancia de carrera: 116,40 km Ganador 2022: Miguel Oliveira - Red Bull KTM Factory Racing          | Q1                                                                         | Luca Marini                  | 2.o puesto       | Maverick Viñales             |                   |
| 15    | 13, 14 y 15 de octubre              | Gran Premio de Indonesia Circuito Urbano Internacional Pertamina Mandalika Longitud: 4,301 km Vueltas: 27 Distancia de carrera: 116,40 km Ganador 2022: Miguel Oliveira - Red Bull KTM Factory Racing          | Q1                                                                         | Enea Bastianini              | 3.er puesto      | Fabio Quartararo             |                   |
| 15    | 13, 14 y 15 de octubre              | Gran Premio de Indonesia Circuito Urbano Internacional Pertamina Mandalika Longitud: 4,301 km Vueltas: 27 Distancia de carrera: 116,40 km Ganador 2022: Miguel Oliveira - Red Bull KTM Factory Racing          | Pole Position                                                              | Luca Marini                  | Vuelta rápida    | Enea Bastianini (1:30.906)   |                   |
| 15    | 13, 14 y 15 de octubre              | Gran Premio de Indonesia Circuito Urbano Internacional Pertamina Mandalika Longitud: 4,301 km Vueltas: 27 Distancia de carrera: 116,40 km Ganador 2022: Miguel Oliveira - Red Bull KTM Factory Racing          | Resultados completos: Entrenamientos \| Clasificación \| Sprint \| Carrera |                              |                  |                              |                   |
| 16    | 20, 21 y 22 de octubre              | Gran Premio de Australia Phillip Island Longitud: 4,448 km Vueltas: 27 Distancia de carrera: 120,096 km Ganador 2022: Álex Rins - Team Suzuki Ecstar                                                           |                                                                            | FP1                          | Jorge Martín     | Sprint Race                  | Cancelada         |
| 16    | 20, 21 y 22 de octubre              | Gran Premio de Australia Phillip Island Longitud: 4,448 km Vueltas: 27 Distancia de carrera: 120,096 km Ganador 2022: Álex Rins - Team Suzuki Ecstar                                                           | PR                                                                         | Brad Binder                  | Warm Up          | Maverick Viñales             |                   |
| 16    | 20, 21 y 22 de octubre              | Gran Premio de Australia Phillip Island Longitud: 4,448 km Vueltas: 27 Distancia de carrera: 120,096 km Ganador 2022: Álex Rins - Team Suzuki Ecstar                                                           | FP2                                                                        | Jorge Martín                 | Ganador          | Johann Zarco                 |                   |
| 16    | 20, 21 y 22 de octubre              | Gran Premio de Australia Phillip Island Longitud: 4,448 km Vueltas: 27 Distancia de carrera: 120,096 km Ganador 2022: Álex Rins - Team Suzuki Ecstar                                                           | Q1                                                                         | Francesco Bagnaia            | 2.o puesto       | Francesco Bagnaia            |                   |
| 16    | 20, 21 y 22 de octubre              | Gran Premio de Australia Phillip Island Longitud: 4,448 km Vueltas: 27 Distancia de carrera: 120,096 km Ganador 2022: Álex Rins - Team Suzuki Ecstar                                                           | Q1                                                                         | Marc Márquez                 | 3.er puesto      | Fabio Di Giannantonio        |                   |
| 16    | 20, 21 y 22 de octubre              | Gran Premio de Australia Phillip Island Longitud: 4,448 km Vueltas: 27 Distancia de carrera: 120,096 km Ganador 2022: Álex Rins - Team Suzuki Ecstar                                                           | Pole Position                                                              | Jorge Martín (1:27.246)      | Vuelta rápida    | Jorge Martín (1:28.823)      |                   |
| 16    | 20, 21 y 22 de octubre              | Gran Premio de Australia Phillip Island Longitud: 4,448 km Vueltas: 27 Distancia de carrera: 120,096 km Ganador 2022: Álex Rins - Team Suzuki Ecstar                                                           | Resultados completos: Entrenamientos \| Clasificación \| Carrera           |                              |                  |                              |                   |
| 17    | 27, 28 y 29 de octubre              | Gran Premio de Tailandia Circuito Internacional de Chang Longitud: 4,554 km Vueltas: 26 Distancia de carrera: 118,404 km Ganador 2022: Miguel Oliveira - Red Bull KTM Factory Racing                           |                                                                            | FP1                          | Jorge Martín     | Sprint Race                  | Jorge Martín      |
| 17    | 27, 28 y 29 de octubre              | Gran Premio de Tailandia Circuito Internacional de Chang Longitud: 4,554 km Vueltas: 26 Distancia de carrera: 118,404 km Ganador 2022: Miguel Oliveira - Red Bull KTM Factory Racing                           | PR                                                                         | Jorge Martín                 | Warm Up          | Fabio Quartararo             |                   |
| 17    | 27, 28 y 29 de octubre              | Gran Premio de Tailandia Circuito Internacional de Chang Longitud: 4,554 km Vueltas: 26 Distancia de carrera: 118,404 km Ganador 2022: Miguel Oliveira - Red Bull KTM Factory Racing                           | FP2                                                                        | Maverick Viñales             | Ganador          | Jorge Martín                 |                   |
| 17    | 27, 28 y 29 de octubre              | Gran Premio de Tailandia Circuito Internacional de Chang Longitud: 4,554 km Vueltas: 26 Distancia de carrera: 118,404 km Ganador 2022: Miguel Oliveira - Red Bull KTM Factory Racing                           | Q1                                                                         | Álex Márquez                 | 2.o puesto       | Francesco Bagnaia            |                   |
| 17    | 27, 28 y 29 de octubre              | Gran Premio de Tailandia Circuito Internacional de Chang Longitud: 4,554 km Vueltas: 26 Distancia de carrera: 118,404 km Ganador 2022: Miguel Oliveira - Red Bull KTM Factory Racing                           | Q1                                                                         | Marc Márquez                 | 3.er puesto      | Brad Binder                  |                   |
| 17    | 27, 28 y 29 de octubre              | Gran Premio de Tailandia Circuito Internacional de Chang Longitud: 4,554 km Vueltas: 26 Distancia de carrera: 118,404 km Ganador 2022: Miguel Oliveira - Red Bull KTM Factory Racing                           | Pole Position                                                              | Jorge Martín (1:29.287)      | Vuelta rápida    | Jorge Martín (1:30.896)      |                   |
| 17    | 27, 28 y 29 de octubre              | Gran Premio de Tailandia Circuito Internacional de Chang Longitud: 4,554 km Vueltas: 26 Distancia de carrera: 118,404 km Ganador 2022: Miguel Oliveira - Red Bull KTM Factory Racing                           | Resultados completos: Entrenamientos \| Clasificación \| Sprint \| Carrera |                              |                  |                              |                   |
| 18    | 10, 11 y 12 de noviembre            | Gran Premio de Malasia Circuito Internacional de Sepang Longitud: 5,543 km Vueltas: 20 Distancia de carrera: 110,86 km Ganador 2022: Francesco Bagnaia - Ducati Lenovo Team                                    |                                                                            | FP1                          | Jorge Martín     | Sprint Race                  | Álex Márquez      |
| 18    | 10, 11 y 12 de noviembre            | Gran Premio de Malasia Circuito Internacional de Sepang Longitud: 5,543 km Vueltas: 20 Distancia de carrera: 110,86 km Ganador 2022: Francesco Bagnaia - Ducati Lenovo Team                                    | PR                                                                         | Álex Márquez                 | Warm Up          | Fabio Quartararo             |                   |
| 18    | 10, 11 y 12 de noviembre            | Gran Premio de Malasia Circuito Internacional de Sepang Longitud: 5,543 km Vueltas: 20 Distancia de carrera: 110,86 km Ganador 2022: Francesco Bagnaia - Ducati Lenovo Team                                    | FP2                                                                        | Fabio Quartararo             | Ganador          | Enea Bastianini              |                   |
| 18    | 10, 11 y 12 de noviembre            | Gran Premio de Malasia Circuito Internacional de Sepang Longitud: 5,543 km Vueltas: 20 Distancia de carrera: 110,86 km Ganador 2022: Francesco Bagnaia - Ducati Lenovo Team                                    | Q1                                                                         | Fabio Di Giannantonio        | 2.o puesto       | Álex Márquez                 |                   |
| 18    | 10, 11 y 12 de noviembre            | Gran Premio de Malasia Circuito Internacional de Sepang Longitud: 5,543 km Vueltas: 20 Distancia de carrera: 110,86 km Ganador 2022: Francesco Bagnaia - Ducati Lenovo Team                                    | Q1                                                                         | Enea Bastianini              | 3.er puesto      | Francesco Bagnaia            |                   |
| 18    | 10, 11 y 12 de noviembre            | Gran Premio de Malasia Circuito Internacional de Sepang Longitud: 5,543 km Vueltas: 20 Distancia de carrera: 110,86 km Ganador 2022: Francesco Bagnaia - Ducati Lenovo Team                                    | Pole Position                                                              | Francesco Bagnaia (1:57.491) | Vuelta rápida    | Álex Márquez (1:58.979)      |                   |
| 18    | 10, 11 y 12 de noviembre            | Gran Premio de Malasia Circuito Internacional de Sepang Longitud: 5,543 km Vueltas: 20 Distancia de carrera: 110,86 km Ganador 2022: Francesco Bagnaia - Ducati Lenovo Team                                    | Resultados completos: Entrenamientos \| Clasificación \| Sprint \| Carrera |                              |                  |                              |                   |
| 19    | 17, 18 y 19 de noviembre            | Gran Premio de Catar Circuito de Losail Longitud: 5,380 km Vueltas: 22 Distancia de carrera: 118,36 km Ganador 2022: Enea Bastianini - Gresini Racing MotoGP                                                   |                                                                            | FP1                          | Jorge Martín     | Sprint Race                  | Jorge Martín      |
| 19    | 17, 18 y 19 de noviembre            | Gran Premio de Catar Circuito de Losail Longitud: 5,380 km Vueltas: 22 Distancia de carrera: 118,36 km Ganador 2022: Enea Bastianini - Gresini Racing MotoGP                                                   | PR                                                                         | Raúl Fernández               | Warm Up          | Maverick Viñales             |                   |
| 19    | 17, 18 y 19 de noviembre            | Gran Premio de Catar Circuito de Losail Longitud: 5,380 km Vueltas: 22 Distancia de carrera: 118,36 km Ganador 2022: Enea Bastianini - Gresini Racing MotoGP                                                   | FP2                                                                        | Fabio Quartararo             | Ganador          | Fabio Di Giannantonio        |                   |
| 19    | 17, 18 y 19 de noviembre            | Gran Premio de Catar Circuito de Losail Longitud: 5,380 km Vueltas: 22 Distancia de carrera: 118,36 km Ganador 2022: Enea Bastianini - Gresini Racing MotoGP                                                   | Q1                                                                         | Johann Zarco                 | 2.o puesto       | Francesco Bagnaia            |                   |
| 19    | 17, 18 y 19 de noviembre            | Gran Premio de Catar Circuito de Losail Longitud: 5,380 km Vueltas: 22 Distancia de carrera: 118,36 km Ganador 2022: Enea Bastianini - Gresini Racing MotoGP                                                   | Q1                                                                         | Álex Márquez                 | 3.er puesto      | Luca Marini                  |                   |
| 19    | 17, 18 y 19 de noviembre            | Gran Premio de Catar Circuito de Losail Longitud: 5,380 km Vueltas: 22 Distancia de carrera: 118,36 km Ganador 2022: Enea Bastianini - Gresini Racing MotoGP                                                   | Pole Position                                                              | Luca Marini (1:51.762)       | Vuelta rápida    | Enea Bastianini (1:52.978)   |                   |
| 19    | 17, 18 y 19 de noviembre            | Gran Premio de Catar Circuito de Losail Longitud: 5,380 km Vueltas: 22 Distancia de carrera: 118,36 km Ganador 2022: Enea Bastianini - Gresini Racing MotoGP                                                   | Resultados completos: Entrenamientos \| Clasificación \| Sprint \| Carrera |                              |                  |                              |                   |
| 20    | 24, 25 y 26 de noviembre            | Gran Premio de la Comunidad Valenciana Circuito Ricardo Tormo Longitud: 4,005 km Vueltas: 27 Distancia de carrera: 108,135 km Ganador 2022: Álex Rins - Team Suzuki Ecstar                                     |                                                                            | FP1                          | Johann Zarco     | Sprint Race                  | Jorge Martín      |
| 20    | 24, 25 y 26 de noviembre            | Gran Premio de la Comunidad Valenciana Circuito Ricardo Tormo Longitud: 4,005 km Vueltas: 27 Distancia de carrera: 108,135 km Ganador 2022: Álex Rins - Team Suzuki Ecstar                                     | PR                                                                         | Maverick Viñales             | Warm Up          | Johann Zarco                 |                   |
| 20    | 24, 25 y 26 de noviembre            | Gran Premio de la Comunidad Valenciana Circuito Ricardo Tormo Longitud: 4,005 km Vueltas: 27 Distancia de carrera: 108,135 km Ganador 2022: Álex Rins - Team Suzuki Ecstar                                     | FP2                                                                        | Marco Bezzecchi              | Ganador          | Francesco Bagnaia            |                   |
| 20    | 24, 25 y 26 de noviembre            | Gran Premio de la Comunidad Valenciana Circuito Ricardo Tormo Longitud: 4,005 km Vueltas: 27 Distancia de carrera: 108,135 km Ganador 2022: Álex Rins - Team Suzuki Ecstar                                     | Q1                                                                         | Francesco Bagnaia            | 2.o puesto       | Johann Zarco                 |                   |
| 20    | 24, 25 y 26 de noviembre            | Gran Premio de la Comunidad Valenciana Circuito Ricardo Tormo Longitud: 4,005 km Vueltas: 27 Distancia de carrera: 108,135 km Ganador 2022: Álex Rins - Team Suzuki Ecstar                                     | Q1                                                                         | Álex Márquez                 | 3.er puesto      | Brad Binder                  |                   |
| 20    | 24, 25 y 26 de noviembre            | Gran Premio de la Comunidad Valenciana Circuito Ricardo Tormo Longitud: 4,005 km Vueltas: 27 Distancia de carrera: 108,135 km Ganador 2022: Álex Rins - Team Suzuki Ecstar                                     | Pole Position                                                              | Maverick Viñales (1:28.931)  | Vuelta rápida    | Brad Binder (1:30.145)       |                   |
| 20    | 24, 25 y 26 de noviembre            | Gran Premio de la Comunidad Valenciana Circuito Ricardo Tormo Longitud: 4,005 km Vueltas: 27 Distancia de carrera: 108,135 km Ganador 2022: Álex Rins - Team Suzuki Ecstar                                     | Resultados completos: Entrenamientos \| Clasificación \| Sprint \| Carrera |                              |                  |                              |                   |

## Clasificaciones
Sistema de puntuación
Sistema de puntuación desde 2023 en adelante:
| Posición       | 1.º | 2.º | 3.º | 4.º | 5.º | 6.º | 7.º | 8.º | 9.º | 10.º | 11.º | 12.º | 13.º | 14.º | 15.º |
| Puntos         | 25  | 20  | 16  | 13  | 11  | 10  | 9   | 8   | 7   | 6    | 5    | 4    | 3    | 2    | 1    |
| Carrera sprint | 12  | 9   | 7   | 6   | 5   | 4   | 3   | 2   | 1   |      |      |      |      |      |      |

### Campeonato de Pilotos
| Pos. | Piloto                | Moto    | Equipo                       | POR | POR | ARG | ARG | AME | AME | SPA | SPA | FRA | FRA | ITA | ITA | GER | GER | NED | NED | GBR | GBR | AUT | AUT | CAT | CAT | RSM | RSM | IND | IND | JPN | JPN | INA | INA | AUS | AUS | THA | THA | MAL | MAL | QAT | QAT | VAL | VAL | Pts. |
| Pos. | Piloto                | Moto    | Equipo                       | S   | R   | S   | R   | S   | R   | S   | R   | S   | R   | S   | R   | S   | R   | S   | R   | S   | R   | S   | R   | S   | R   | S   | R   | S   | R   | S   | R   | S   | R   | S   | R   | S   | R   | S   | R   | S   | R   | S   | R   | Pts. |
| ---- | --------------------- | ------- | ---------------------------- | --- | --- | --- | --- | --- | --- | --- | --- | --- | --- | --- | --- | --- | --- | --- | --- | --- | --- | --- | --- | --- | --- | --- | --- | --- | --- | --- | --- | --- | --- | --- | --- | --- | --- | --- | --- | --- | --- | --- | --- | ---- |
| 1    | Francesco Bagnaia     | Ducati  | Ducati Lenovo Team           | 1   | 1   | 6   | 16  | 1   | Ret | 2   | 1   | 3   | Ret | 1   | 1   | 2   | 2   | 2   | 1   | 14  | 2   | 1   | 1   | 2   | Ret | 3   | 3   | 2   | Ret | 3   | 2   | 8   | 1   | C   | 2   | 7   | 2   | 3   | 3   | 5   | 2   | 5   | 1   | 467  |
| 2    | Jorge Martín          | Ducati  | Prima Pramac Racing          | 2   | Ret | 8   | 5   | 3   | Ret | 4   | 4   | 1   | 2   | 3   | 2   | 1   | 1   | 6   | 5   | 6   | 6   | 3   | 7   | 5   | 3   | 1   | 1   | 1   | 2   | 1   | 1   | 1   | Ret | C   | 5   | 1   | 1   | 2   | 4   | 1   | 10  | 1   | Ret | 428  |
| 3    | Marco Bezzecchi       | Ducati  | Mooney VR46 Racing Team      | Ret | 3   | 2   | 1   | 6   | 6   | 9   | Ret | 7   | 1   | 2   | 8   | 7   | 4   | 1   | 2   | 2   | Ret | Ret | 3   | 8   | 12  | 2   | 2   | 5   | 1   | 6   | 4   | 3   | 5   | C   | 6   | 6   | 4   | 7   | 6   | 13  | 13  | 7   | Ret | 329  |
| 4    | Brad Binder           | KTM     | Red Bull KTM Factory Racing  | 12  | 6   | 1   | 17  | 5   | 13  | 1   | 2   | 2   | 6   | 11  | 5   | 6   | Ret | 5   | 4   | 9   | 3   | 2   | 2   | 4   | Ret | 5   | 14  | 4   | 4   | 2   | Ret | 19  | 6   | C   | 4   | 2   | 3   | 5   | Ret | 7   | 5   | 2   | 3   | 293  |
| 5    | Johann Zarco          | Ducati  | Prima Pramac Racing          | 8   | 4   | 13  | 2   | 11  | 7   | 8   | Ret | 6   | 3   | 4   | 3   | 5   | 3   | 13  | Ret | 4   | 9   | Ret | 13  | 7   | 4   | 14  | 10  | DNS | 6   | 5   | NC  | 12  | Ret | C   | 1   | 9   | 10  | 8   | 12  | 10  | 12  | 9   | 2   | 225  |
| 6    | Aleix Espargaró       | Aprilia | Aprilia Racing               | 6   | 9   | Ret | 15  | 4   | Ret | Ret | 5   | 8   | 5   | 8   | 6   | 9   | 16  | 4   | 3   | 5   | 1   | 7   | 9   | 1   | 1   | 8   | 12  | Ret | Ret | Ret | 7   | Ret | 10  | C   | 8   | 5   | 8   | 12  | Ret | Ret | Ret | 13  | 8   | 206  |
| 7    | Maverick Viñales      | Aprilia | Aprilia Racing               | 5   | 2   | 7   | 12  | 10  | 4   | 7   | Ret | 9   | Ret | 13  | 12  | Ret | Ret | 7   | Ret | 3   | 5   | 8   | 6   | 3   | 2   | 6   | 5   | 8   | 8   | 9   | 19  | 4   | 2   | C   | 11  | 18  | Ret | 10  | 11  | 6   | 4   | 4   | 10  | 204  |
| 8    | Luca Marini           | Ducati  | Mooney VR46 Racing Team      | Ret | Ret | 3   | 8   | 7   | 2   | 10  | 6   | 4   | Ret | 5   | 4   | 4   | 5   | 10  | 7   | 11  | 7   | Ret | 4   | 12  | 11  | 7   | 9   | Ret | DNS | DNS | DNS | 2   | Ret | C   | 12  | 3   | 7   | 9   | 10  | 3   | 3   | 17  | 9   | 201  |
| 9    | Álex Márquez          | Ducati  | Gresini Racing MotoGP        | 9   | 5   | 5   | 3   | Ret | Ret | Ret | 8   | 15  | Ret | Ret | Ret | 8   | 7   | 9   | 6   | 1   | Ret | 4   | 5   | 10  | 6   | 9   | 11  | Ret | INJ | INJ | INJ | INJ | INJ | C   | 9   | 8   | Ret | 1   | 2   | 4   | 6   | 8   | 6   | 177  |
| 10   | Fabio Quartararo      | Yamaha  | Monster Energy Yamaha MotoGP | 10  | 8   | 9   | 7   | 19  | 3   | 12  | 10  | Ret | 7   | 10  | 11  | 13  | 13  | 3   | Ret | 21  | 15  | 15  | 8   | 18  | 7   | 13  | 13  | 6   | 3   | 15  | 10  | 5   | 3   | C   | 14  | 11  | 5   | 16  | 5   | 8   | 7   | Ret | 11  | 172  |
| 11   | Jack Miller           | KTM     | Red Bull KTM Factory Racing  | 4   | 7   | 10  | 6   | 9   | Ret | 3   | 3   | Ret | Ret | 7   | 6   | 3   | 6   | 11  | Ret | 7   | 8   | 5   | 15  | 16  | 8   | 17  | Ret | 7   | 14  | 4   | 6   | 9   | 7   | C   | 7   | 10  | 16  | 6   | 8   | 12  | 9   | 12  | Ret | 163  |
| 12   | Fabio Di Giannantonio | Ducati  | Gresini Racing MotoGP        | 16  | Ret | 12  | 10  | 17  | 9   | 11  | 12  | 12  | 8   | 14  | 14  | 12  | 9   | Ret | Ret | 12  | 13  | 11  | 17  | 13  | 10  | 18  | 17  | 10  | Ret | 8   | 8   | 6   | 4   | C   | 3   | Ret | 9   | 13  | 9   | 2   | 1   | 6   | 4   | 151  |
| 13   | Franco Morbidelli     | Yamaha  | Monster Energy Yamaha MotoGP | 14  | 14  | 4   | 4   | 14  | 8   | 16  | 11  | 13  | 10  | 16  | 10  | 15  | 12  | 15  | 9   | 15  | 14  | 9   | 11  | 15  | 14  | 16  | 15  | 15  | 7   | 16  | 17  | 15  | 14  | C   | 17  | 15  | 11  | 11  | 7   | 15  | 16  | 18  | 7   | 102  |
| 14   | Marc Márquez          | Honda   | Repsol Honda Team            | 3   | Ret | INJ | INJ | INJ | INJ | INJ | INJ | 5   | Ret | 7   | Ret | 11  | DNS | 17  | DNS | 18  | Ret | 10  | 12  | 11  | 13  | 10  | 7   | 3   | 9   | 7   | 3   | Ret | Ret | C   | 15  | 4   | 6   | 21  | 13  | 11  | 11  | 3   | Ret | 96   |
| 15   | Enea Bastianini       | Ducati  | Ducati Lenovo Team           | Ret | DNS | INJ | INJ | INJ | INJ | DNS | DNS | INJ | INJ | 9   | 9   | 10  | 8   | 8   | Ret | 13  | Ret | 13  | 10  | 9   | Ret | INJ | INJ | INJ | INJ | INJ | INJ | 7   | 8   | C   | 10  | 13  | 13  | 4   | 1   | 20  | 8   | 15  | Ret | 84   |
| 16   | Miguel Oliveira       | Aprilia | CryptoData RNF MotoGP Team   | 7   | Ret | INJ | INJ | 8   | 5   | 5   | Ret | INJ | INJ | 12  | Ret | 16  | 10  | 19  | Ret | 10  | 4   | Ret | Ret | 6   | 5   | 12  | 6   | 12  | 12  | 14  | 18  | 10  | 12  | C   | 13  | 17  | Ret | 18  | Ret | Ret | INJ | INJ | INJ | 76   |
| 17   | Augusto Fernández     | KTM     | GasGas Factory Racing Tech3  | Ret | 13  | 16  | 11  | 16  | 10  | 17  | 13  | Ret | 4   | 20  | 15  | 14  | 11  | 14  | 10  | 8   | 11  | 17  | 14  | 17  | 9   | 19  | 16  | 11  | Ret | 12  | 7   | 13  | Ret | C   | Ret | Ret | 17  | 14  | 14  | 9   | 15  | 10  | Ret | 71   |
| 18   | Álex Rins             | Honda   | LCR Honda Castrol            | 13  | 10  | 15  | 9   | 2   | 1   | 13  | Ret | 11  | Ret | Ret | DNS | INJ | INJ | INJ | INJ | INJ | INJ | INJ | INJ | INJ | INJ | INJ | INJ | INJ | INJ | INJ | INJ | 18  | 9   | C   | INJ | INJ | INJ | INJ | INJ | INJ | INJ | 19  | Ret | 54   |
| 19   | Takaaki Nakagami      | Honda   | LCR Honda Idemitsu           | 15  | 12  | 11  | 13  | 13  | Ret | Ret | 9   | 10  | 9   | 17  | 13  | 17  | 14  | 12  | 8   | 20  | 16  | Ret | 18  | 20  | 15  | 22  | 19  | 13  | 11  | 17  | 11  | 11  | 11  | C   | 19  | 19  | 14  | 19  | 18  | 18  | 19  | 16  | 12  | 52   |
| 20   | Raúl Fernández        | Aprilia | CryptoData RNF MotoGP Team   | 11  | Ret | 14  | 14  | 15  | Ret | 14  | 15  | WD  | WD  | 19  | 17  | 18  | 15  | 18  | 12  | 19  | 10  | 14  | Ret | 14  | Ret | 11  | 8   | 9   | 10  | 10  | 9   | 14  | 13  | C   | 16  | 14  | 15  | 17  | Ret | 14  | 17  | 11  | 5   | 51   |
| 21   | Dani Pedrosa          | KTM     | Red Bull KTM Factory Racing  |     |     |     |     |     |     | 6   | 7   |     |     |     |     |     |     |     |     |     |     |     |     |     |     | 4   | 4   |     |     |     |     |     |     |     |     |     |     |     |     |     |     |     |     | 32   |
| 22   | Joan Mir              | Honda   | Repsol Honda Team            | Ret | 11  | Ret | DNS | 12  | Ret | Ret | Ret | 14  | Ret | DNS | DNS | INJ | INJ | INJ | INJ | 17  | Ret | 12  | Ret | 21  | 17  | 23  | Ret | Ret | 5   | 13  | 12  | 16  | Ret | C   | Ret | 12  | 12  | 23  | Ret | 19  | 14  |     |     | 26   |
| 23   | Pol Espargaró         | KTM     | GasGas Factory Racing Tech3  | DNS | DNS | INJ | INJ | INJ | INJ | INJ | INJ | INJ | INJ | INJ | INJ | INJ | INJ | INJ | INJ | 16  | 12  | 6   | 16  | Ret | Ret | INJ | INJ | Ret | 13  | 11  | 15  | 17  | Ret | C   | 18  | 16  | 18  | 15  | 15  | 16  | 18  | 14  | Ret | 13   |
| 24   | Lorenzo Savadori      | Aprilia | CryptoData RNF MotoGP Team   |     |     |     |     |     |     |     |     | 17  | 12  |     |     |     |     |     |     |     |     |     |     |     |     |     |     |     |     |     |     |     |     |     |     |     |     |     |     |     |     | 20  | 13  | 9    |
| 24   | Lorenzo Savadori      | Aprilia | Aprilia Racing               |     |     |     |     |     |     |     |     |     |     | 18  | 18  |     |     | 16  | 11  |     |     | Ret | 19  |     |     |     |     |     |     |     |     |     |     |     |     |     |     |     |     |     |     |     |     | 9    |
| 25   | Jonas Folger          | KTM     | GasGas Factory Racing Tech3  |     |     |     |     | 20  | 12  | 19  | 17  | Ret | 13  | 21  | 19  | Ret | 17  | 21  | 14  |     |     |     |     |     |     |     |     |     |     |     |     |     |     |     |     |     |     |     |     |     |     |     |     | 9    |
| 26   | Stefan Bradl          | Honda   | Repsol Honda Team            |     |     |     |     | 18  | Ret |     |     |     |     |     |     |     |     |     |     |     |     |     |     |     |     |     |     |     |     |     |     |     |     |     |     |     |     |     |     |     |     |     |     | 8    |
| 26   | Stefan Bradl          | Honda   | HRC Team                     |     |     |     |     |     |     | 17  | 14  |     |     |     |     |     |     |     |     |     |     |     |     |     |     | 17  | 18  |     |     |     |     |     |     |     |     |     |     |     |     |     |     |     |     | 8    |
| 26   | Stefan Bradl          | Honda   | LCR Honda Castrol            |     |     |     |     |     |     |     |     |     |     |     |     |     |     | 22  | 13  |     |     |     |     |     |     |     |     | Ret | 15  | 20  | 14  |     |     |     |     |     |     |     |     |     |     |     |     | 8    |
| 27   | Michele Pirro         | Ducati  | Ducati Lenovo Team           |     |     |     |     | Ret | 11  |     |     |     |     |     |     |     |     |     |     |     |     |     |     |     |     |     |     | 14  | 16  | 19  | 16  |     |     |     |     |     |     |     |     |     |     |     |     | 5    |
| 27   | Michele Pirro         | Ducati  | Aruba.it Racing              |     |     |     |     |     |     |     |     |     |     | 15  | 16  |     |     |     |     |     |     |     |     |     |     | 20  | Ret |     |     |     |     |     |     |     |     |     |     |     |     |     |     |     |     | 5    |
| 28   | Danilo Petrucci       | Ducati  | Ducati Lenovo Team           |     |     |     |     |     |     |     |     | 16  | 11  |     |     |     |     |     |     |     |     |     |     |     |     |     |     |     |     |     |     |     |     |     |     |     |     |     |     |     |     |     |     | 5    |
| 29   | Cal Crutchlow         | Yamaha  | Yamalube RS4GP Racing Team   |     |     |     |     |     |     |     |     |     |     |     |     |     |     |     |     |     |     |     |     |     |     |     |     |     |     | 18  | 13  |     |     |     |     |     |     |     |     |     |     |     |     | 3    |
| 30   | Iker Lecuona          | Honda   | Repsol Honda Team            |     |     |     |     |     |     | 18  | 16  |     |     |     |     |     |     | 20  | Ret |     |     |     |     |     |     |     |     |     |     |     |     |     |     |     |     |     |     |     |     |     |     |     |     | 0    |
| 30   | Iker Lecuona          | Honda   | LCR Honda Castrol            |     |     |     |     |     |     |     |     |     |     |     |     |     |     |     |     | 22  | 17  | 16  | 20  | 19  | 16  |     |     |     |     |     |     |     |     |     |     |     |     | 20  | 16  | 17  | Ret |     |     | 0    |
| 31   | Álvaro Bautista       | Ducati  | Aruba.it Racing              |     |     |     |     |     |     |     |     |     |     |     |     |     |     |     |     |     |     |     |     |     |     |     |     |     |     |     |     |     |     |     |     |     |     | 22  | 17  |     |     |     |     | 0    |
|      | Takumi Takahashi      | Honda   | LCR Honda Castrol            |     |     |     |     |     |     |     |     |     |     |     |     |     |     |     |     |     |     |     |     |     |     | DNQ | DNQ |     |     |     |     |     |     |     |     |     |     |     |     |     |     |     |     | 0    |
| Pos. | Piloto                | Moto    | Equipo                       | POR | POR | ARG | ARG | AME | AME | SPA | SPA | FRA | FRA | ITA | ITA | GER | GER | NED | NED | GBR | GBR | AUT | AUT | CAT | CAT | RSM | RSM | IND | IND | JPN | JPN | INA | INA | AUS | AUS | THA | THA | MAL | MAL | QAT | QAT | VAL | VAL | Pts. |

| Color     | Resultado                                                               |
| --------- | ----------------------------------------------------------------------- |
| Oro       | Ganador                                                                 |
| Plata     | 2.ª plaza                                                               |
| Bronce    | 3.ª plaza                                                               |
| Verde     | Finalizó en los puntos                                                  |
| Azul      | Finalizó sin puntos                                                     |
| Azul      | NC - No clasificado                                                     |
| Violeta   | Ret - No terminó (Carrera)                                              |
| Rojo      | DNQ - No se clasificó                                                   |
| Negro     | DSQ - Descalificado                                                     |
| Blanco    | DNS - No empezó (carrera)                                               |
| Blanco    | WD - Retirado (fin de semana)                                           |
| Blanco    | C - Carrera cancelada                                                   |
| Sin color | DNP - Inscrito pero no participó                                        |
| Sin color | INJ - Lesionado                                                         |
| Sin color | EX - Excluido                                                           |
| Estado    | Resultado                                                               |
| Negrita   | Pole position                                                           |
| Cursiva   | Vuelta rápida                                                           |
| †         | Abandona, pero clasifica al completar el porcentaje requerido para ello |

### Campeonato de Pilotos Independientes
| Pos. | N.° | Piloto                | Moto    | Ptos. |
| ---- | --- | --------------------- | ------- | ----- |
| 1    | 89  | Jorge Martín          | Ducati  | 428   |
| 2    | 72  | Marco Bezzecchi       | Ducati  | 329   |
| 3    | 5   | Johann Zarco          | Ducati  | 225   |
| 4    | 10  | Luca Marini           | Ducati  | 201   |
| 5    | 73  | Álex Márquez          | Ducati  | 177   |
| 6    | 49  | Fabio Di Giannantonio | Ducati  | 163   |
| 7    | 88  | Miguel Oliveira       | Aprilia | 76    |
| 8    | 37  | Augusto Fernández     | KTM     | 71    |
| 9    | 42  | Álex Rins             | Honda   | 54    |
| 10   | 30  | Takaaki Nakagami      | Honda   | 52    |
| 11   | 25  | Raúl Fernández        | Aprilia | 51    |
| 12   | 44  | Pol Espargaró         | KTM     | 13    |
| Pos. | N.° | Piloto                | Moto    | Ptos. |

### Campeonato de Novatos
| Pos. | N.° | Piloto            | Moto | Ptos. |
| ---- | --- | ----------------- | ---- | ----- |
| 1    | 37  | Augusto Fernández | KTM  | 71    |
| Pos. | N.° | Piloto            | Moto | Ptos. |